# ميخائيل سيدني بيري
ميخائيل سيدني بيري (بالإنجليزية: Michael Sydney Perry)‏ هو شخصية أعمال بريطاني، ولد في 26 فبراير 1934.